# ザ・ポウジーズ
ザ・ポウジーズ（The Posies）は、アメリカ合衆国ワシントン州出身のロックバンド。

## 経歴
1986年にジョン・オウア(Jon Auer)とケン・ストリングフェロウ(Ken Stringfellow)を中心に結成された。1988年にアルバム『Failure』でデビューし、1993年にサードアルバム『Frosting On The Beater』のリリースにより評価を高める。
1998年、解散宣言に近い発言をした後に活動休止期間に入ったが、2005年から再び活動を再開。2005年6月にリリースしたアルバム『Every Kind of Light』収録の「I Guess You're Right」「Love Comes」の2曲がWindows Vistaのサンプルミュージックとなっている。
90年代のシアトル近郊の出身ながら、当時隆盛していたグランジとは一線を画したパワーポップのスタイルでオルタナティヴ・ロック周辺の人気を集めた。
2021年10月、ケン・ストリングフェロウが性的不適切行為で告発されたことを受け、解散。2016年以来のニューアルバムを完成させていたものの、発売はせずにお蔵入りするという。

## メンバー

### 最終メンバー
- ジョン・オウア (Jon Auer) – ボーカル、ギター (1986年～2021年)
- ケン・ストリングフェロウ (Ken Stringfellow) – ギター、キーボード、ボーカル (1986年～2021年)、ベース (1986年～1988年、2001年、2012年～2013年、2014年～2018年、2019年～2021年)
- フランキー・シラグサ (Frankie Siragusa) – ドラム (2015年～2018年、2019年～2021年)

### 元メンバー
- アーサー・ロバーツ (Arthur "Rick" Roberts) – ベース (1988年～1992年)
- ジョー・スカイワード (Joe Skyward) – ベース (1994年～2001年、2013年～2014年。2016年死去[2])
- ブライアン・ヤング (Brian Young) – ドラム (1994年～1998年)
- ダリウス・ミンワラ (Darius "Take One" Minwalla) – ドラム (2001年～2014年。2015年死去[3])
- マット・ハリス (Matt Harris) – ベース (2001年～2012年。2021年死去[4])
- デイヴ・フォックス (Dave Fox) – ベース (1992年～1994年、2018年～2019年)
- マイク・ムスバーガー (Mike Musburger) – ドラム (1988年～1994年、2018年)

## ディスコグラフィー

### スタジオアルバム
- Failure (PopLlama Records, 1988)
- Dear 23 (DGC Records, 1990)
- Frosting on the Beater (DGC Records, 1993) 　プロデューサー：ドン・フレミング
- Amazing Disgrace (DGC Records, 1996)
- Success (PopLlama Records, 1998)
- Every Kind of Light (Rykodisc, 2005)
- Blood/Candy (Rykodisc, 2010)
- Solid States (Lojinx, 2016)

### コンピレーション・ライブアルバム
- Dream All Day: The Best of the Posies (DGC Records, 2000)
- Alive Before the Iceberg (Houston Party Records, 2000)
- In Case You Didn't Feel Like Plugging In (Casa Recording Co., 2000)
- At Least, At Last (Not Lame, 2000)

### シングル・EP
- Golden Blunders (DGC Records, 1990)
- Suddenly Mary (DGC Records, 1991)
- Feel/I Am The Cosmos (PopLlama Records, 1991)
- Feel (DGC Records, 1992)
- Going, Going Gone (DGC Records, 1993)
- Dream All Day (DGC Records, 1993)
- Solar Sister (DGC Records, 1993)
- Flavor Of The Month (DGC Records, 1993)
- Definite Door (DGC Records, 1994)
- Ontario (DGC Records, 1996)
- Please Return It (DGC Records, 1996)
- Everybody Is A Fucking Liar (DGC Records, 1996)
- Start A Life (PopLlama Records, 1998)
- Nice Cheekbones And A PhD. (Houston Party Records, 2001)
- Second Time Around (Rykodisc, 2005)
- Conversations (Rykodisc, 2005)
- The Glitter Prize (Rykodisc, 2010)
- Licenses to Hide (Rykodisc, 2010)